# Nuri Şahin
Nuri Şahin (n. 5 septembrie 1988, Lüdenscheid, Republica Federală Germania, Germania) este un fotbalist german și turc retras din activitate, care a jucat pe post de mijlocaș la echipe ca Dortmund, Real Madrid și Borussia Dortmund II. Pe plan internațional, are prezențe la națională pentru Turcia, Turcia U17⁠(d), Turcia U19⁠(d), Turcia U21⁠(d) și Turcia U16⁠(d). După încheierea carierei, a devenit antrenor, și a antrenat, printre altele, Antalyaspor și Dortmund. El are și cetățenie germană, pe care a dobândit-o în mai 2011.
Pe 9 mai 2011, Borussia Dortmund și Real Madrid au fost de acord să semneze un contract de șase ani cu suma de transfer de 10 milioane €.